# 삼체시
〈삼체시〉(三體詩)는 당시(唐詩)의 선집(選集)이다. 송(宋)의 주필(周弼)에 의해서 1250년에 편집되었다. 7절(絶)과 5율(律), 7율만을 500수 수록했다. 중·만당의 시를 주로 골랐고, 서정적·감상적인 작품이 많으며 <당시선>의 결여된 부분을 보충했다.